# Alexander Doom
Alexander Doom (Roeselare, 25 april 1997) is een Belgische atleet, die gespecialiseerd is in de sprint. Hij werd vijfmaal Belgisch kampioen. Zijn belangrijkste successen boekte de sprinter in 2024, toen hij telkens op de 400 m achtereenvolgens wereldkampioen werd op de wereldindoorkampioenschappen in Glasgow en Europees kampioen werd op de Europese kampioenschappen atletiek in Rome. Op de WK indoor in 2022 en 2024 en de EK in 2024 veroverde Doom ook een gouden medaille als lid van de Belgische estafetteploeg op de 4 × 400 m. Hij nam tweemaal deel aan de Olympische Spelen.

## Loopbaan
Doom deed in zijn jeugdjaren ook aan discuswerpen en kogelstoten, maar focuste zich al snel op enkel sprinten. Hij nam in 2013 deel aan het Europees Jeugd Olympisch Festival in Utrecht, waar hij goud behaalde op de 400 m. In 2015 werd Doom met de Belgische ploeg vijfde op de 4 × 400 m op de Europese kampioenschappen U20 in Eskilstuna. Het jaar nadien werd hij op hetzelfde nummer uitgeschakeld in de series van de wereldkampioenschappen U20 in Bydgoszcz.
Begin 2017 werd Doom Belgisch indoorkampioen op de 400 m. Hij nam dat jaar ook deel aan de Europese kampioenschappen U23. Op de 400 m werd hij uitgeschakeld in de series en op de 4 × 400 m werd hij vijfde.
In 2021 kreeg Doom een sportcontract bij Topsport Defensie in België, waardoor hij voor een eerste keer zich volledig kon focussen op een volwaardige profcarrière als sprinter.
In 2022 won Doom een gouden medaille met het estafetteteam de Belgian Tornados op de 4 × 400 m op de WK indoor in Belgrado.
Op 2 maart 2024 veroverde Doom een gouden medaille op de 400 m op de WK indoor in het Schotse Glasgow met een Belgische recordtijd van 45,25 s. In de laatste meters wist hij de Noorse favoriet Karsten Warholm nog voorbij te snellen. Doom werd de eerste Belgische mannelijke atleet die een individueel nummer won op een WK indoor. Een dag later won hij alweer goud als slotloper van de Belgian Tornados op de 4× 400 m. In de laatste rechte lijn stak hij nog de Amerikaan Chris Bailey voorbij.
Op 10 juni 2024 veroverde Doom een gouden medaille op de 400 m op de EK atletiek in het Italiaanse Rome met een Belgisch en kampioenschapsrecordtijd van 44,15 s. Het was tevens de tweede snelste Europese tijd ooit. In de laatste 100 meter wist hij met een versnelling de nog opkomende Brit Charlie Dobson voor te blijven.
Doom is aangesloten bij Atletiekvereniging Roeselare. Hij heeft een diploma van leerkracht lichamelijke opvoeding.

## Kampioenschappen

### Internationale kampioenschappen
| Onderdeel | Titel                   | Jaar       |
| --------- | ----------------------- | ---------- |
| 400 m     | Wereldindoorkampioen    | 2024       |
| 400 m     | Europees kampioen       | 2024       |
| 4 × 400 m | Wereldindoorkampioen    | 2022, 2024 |
| 4 × 400 m | Europees kampioen       | 2024       |
| 4 × 400 m | Europees indoorkampioen | 2023       |

### Belgische kampioenschappen
Outdoor
| Onderdeel | Jaar       |
| --------- | ---------- |
| 400 m     | 2021, 2022 |

Indoor
| Onderdeel | Jaar             |
| --------- | ---------------- |
| 400 m     | 2017, 2020, 2021 |

## Persoonlijke records
Outdoor
| Onderdeel | Prestatie    | Wind     | Datum        | Plaats       |
| --------- | ------------ | -------- | ------------ | ------------ |
| 200 m     | 21,10 s      | +0,6 m/s | 8 mei 2022   | Sint-Niklaas |
| 400 m     | 44,15 s (NR) |          | 10 juni 2024 | Rome         |

Indoor
| Onderdeel | Prestatie | Datum        | Plaats  |
| --------- | --------- | ------------ | ------- |
| 400 m     | 45,25 s   | 2 maart 2024 | Glasgow |

## Palmares

### 400 m
- 2013:  EYOF te Utrecht – 47,93 s
- 2017:  BK indoor AC – 48,21 s
- 2017: 8e in reeks EK U23 te Bydgoszcz – 48,52
- 2019: DQ ½ fin. EK U23 te Gävle
- 2020:  BK indoor AC – 47,63 s
- 2021:  BK indoor AC – 47,00 s
- 2021: 3e in reeks EK indoor in Toruń – 47,18 s
- 2021:  BK AC – 45,34 s
- 2022:  BK indoor AC – 47,46 s
- 2022:  BK AC – 45,36 s
- 2022: 6 in ½ fin. WK in Eugene – 45,80 s
- 2022: 3 in ½ fin. EK in München – 45,77 s
- 2023: DNS EK indoor in Istanboel (46,12 s in ½ fin.)
- 2023: 5e in ½ fin. WK in Boedapest - 45,57 s (in serie 44,92 s)
- 2024:  WK indoor in Glasgow – 45,25 s (NR)
- 2024:  EK in Rome - 44,15 s (NR)
- 2025:  EK voor landenteams (2e div.) in Maribor - 44,66 s

Diamond League-resultaten
- 2023: 7e Memorial Van Damme - 45,77 s
- 2024:  Meeting International Mohammed VI d'Athlétisme de Marrakech - 44,51 s
- 2025: 5e Diamond League Xiamen - 44,92 s
- 2025: 6e Yangtze River Delta Athletics Diamond Gala - 45,35 s
- 2025: 5e Qatar Athletic Super Grand Prix - 44,92 s
- 2025: 7e Golden Gala - 45,60 s

### 4 × 400 m
- 2015: 5e EK U20 te Eskilstuna – 3.14,12
- 2016: 4e in series WK U20 te Bydgoszcz – 3.10,78
- 2017: 5e EK U23 te Bydgoszcz – 3.06,45
- 2019: DNF EK U23 te Gävle (3.07,43 in series)
- 2021: 4e OS in Tokio – 2.57,88 (NR)
- 2022:  WK indoor in Belgrado – 3.06,52
- 2022:  WK in Eugene – 2.58,72
- 2022:  EK in München – 2.59,47
- 2023:  EK indoor te Instanbul – 3.05,83
- 2023: 5e in serie WK in Boedapest - 3.00,33
- 2024:  WK indoor in Glasgow - 3.02,54
- 2024:  EK in Rome - 2.59,84

### 4 × 400 m gemengd
- 2021: 5e OS – 3.11,51 (NR)[4]
- 2022: 7e in reeks WK in Eugene – 3.16,01
- 2024: 4e EK in Rome - 3.11,03 (NR)
- 2024: 4e OS - 3.09,36 (NR)